# 新見町
新見町（にいみちょう）は、岡山県阿哲郡にあった自治体である。1900年3月31日までは阿賀郡に属したが、往古は哲多郡に属した。

## 概要
現在の新見市新見・高尾・馬塚に当たり、高梁川上流域に位置する。
町名はかつての新見村および中世の新見荘に由来するが、応神天皇の時代に帰化した漢人の部民である新漢部を略して「新部」（イマキノアヤベ）と記したものが「ニヒベ」と読まれ、それが転じて「新見」となったものとされる。
鎌倉時代中期から新見の地に市場が開かれ盛んに交易が行われ、高瀬舟による各地との物資の交流により発展した。昭和初期には鉄道の開通により交通の要衝となった。
明治維新時には新見村・新見村ノ内高尾組（維新後に高尾村と改称）・馬塚村に分かれていた。さらに新見村は、城下町である本町（両町）・風木町・裏風木町・上ノ町・中ノ町（両町）・下ノ町（両町）・八幡町・六軒町・山長屋町・江戸町・横町・袋町・新町の計16町と村落の新見村に分かれていた。
新見の街は明治に入っても約30年間発展しなかったが、1900年（明治33年）に新見勝山線の開通に伴い道の両側に借家が次々建てられて明治町が形成され、また明治座という劇場が設立されたことにより発展した。さらに市街地は北に延びて宮地町が新たに開けた。
1928年（昭和3年）に新見駅が当町ではなく、高梁川対岸の上市町大字西方字大田今井地内に設置されることになった。このため当町は最大の便益を享受すべく、駅から新見根雨線に直結する新道（現在の県道199号）を建設し、高梁川に架かる橋は昭和橋と名付けた。また周辺の新市街地を造成し昭和町と命名した。
昭和初期に下町の番所跡（旧藩時代警固所）以南に新市街地が形成され人口が増加した。このため飲料水の不足に悩むようになり、1929年（昭和4年）に上水道工事が行われた。
1934年（昭和9年）には台風、1938年（昭和13年）には火災と相次いで大被害を受けたが、以後復興した。

## 沿革
- 年次不詳 - 高梁川の流路変更により同川の左岸に位置することになり、所属する郡が哲多郡から阿賀郡に変更される[2]。
- 明治4年7月14日（1871年8月29日） - 廃藩置県により新見藩が新見県となる。以後、深津県・小田県を経て岡山県に編入される[2][3]。
- 1878年（明治11年）9月29日 - 郡区町村編制法の岡山県での施行により、行政区画としての阿賀郡が発足。郡役所が新見村に設置。なお、この頃から新見村は城下16町と村落の区別なく新見村として扱われるようになる[2][3]。
- 1883年（明治16年）2月15日 - 連合戸長役場制度発足により、阿賀郡第一部戸長役場を新見村に設置し、同村および高尾村・馬塚村・正田村・唐松村を管轄[2][3]。
- 1886年（明治19年）9月25日 - 暴風雨により高梁川があふれ地内は大洪水に見舞われる[3]。
- 1889年（明治22年）6月1日 - 町村制の施行により、新見村・高尾村・馬塚村が合併して村政施行し、新見村が発足。旧村名を継承した3大字を編成し、役場を大字新見に設置[2][3]。
- 1894年（明治27年）3月29日 - 哲多郡役所が併置される[3]。
- 1896年（明治29年）2月26日 - 新見村が町制施行して新見町となる[2]。
- 1897年（明治30年）1月 - 町役場を新築[3]。
- 1900年（明治33年）4月1日 - 哲多郡と阿賀郡（一部）が合併して阿哲郡となる。郡役所を新見町に設置。
- 1923年（大正12年）4月 - 小学校旧講堂を移転改造して町役場を改築[3]。
- 1926年（大正15年）6月30日 - 阿哲郡役所廃止。翌7月1日に交通不便な地であることから岡山県阿哲支庁が置かれる[3]。
- 1934年（昭和9年）9月 - 室戸台風により450戸が浸水、高梁川に架かる橋が流出[3]。
- 1938年（昭和13年）4月15日 - 15時15分頃に御茶屋町の借家から出火し、全町の約3分の1、約300戸を焼失[3]。
- 1947年（昭和22年）12月11日 - 町内に昭和天皇の戦後巡幸。昭和天皇が岡山県農業会阿哲支部を訪問。優良牛などを視察[4]。
- 1954年（昭和29年）6月1日 - 美穀村・石蟹郷村・草間村・豊永村・熊谷村・菅生村・上市町と合併して新見市（初代）が発足。同日新見町廃止。

## 行政

### 戸長
- 阿賀郡第一部戸長役場（所在地：新見村、管轄区域：新見村・高尾村・馬塚村・正田村・唐松村）：荘謙吾 - 友野静太郎 - 藤原清七郎

### 歴代町長
| 代            | 氏名       | 就任年月日                 | 退任年月日                 | 備考                      |
| ------------- | ---------- | -------------------------- | -------------------------- | ------------------------- |
| 初            | 藤原清七郎 | 1889年（明治22年）9月20日  | 1890年（明治23年）5月23日  | 新見村長                  |
| 2             | 藤井虎之助 | 1890年（明治23年）5月27日  | 1890年（明治23年）10月13日 |                           |
| 3-4           | 田嶋敏     | 1890年（明治23年）10月31日 | 1896年（明治29年）1月17日  |                           |
| 5-8           | 田嶋敏     | 1896年（明治29年）2月15日  | 1909年（明治42年）12月15日 | 1896年2月26日から新見町長 |
| 9             | 高塚千仭   | 1910年（明治43年）1月29日  | 1911年（明治44年）3月23日  |                           |
| 10-11         | 田原藤一郎 | 1911年（明治44年）8月12日  | 1918年（大正7年）10月27日  |                           |
| 12            | 上村金一郎 | 1919年（大正8年）11月13日  | 1923年（大正12年）11月10日 |                           |
| 13-14         | 上村金一郎 | 1923年（大正12年）11月27日 | 1930年（昭和5年）6月7日    |                           |
| 15            | 太池百治   | 1930年（昭和5年）7月28日   | 1933年（昭和8年）12月13日  |                           |
| 16-17         | 竹本裕     | 1934年（昭和9年）9月19日   | 1940年（昭和15年）12月13日 |                           |
| 18            | 白神寿     | 1941年（昭和16年）3月29日  | 1945年（昭和20年）3月28日  |                           |
| 19            | 竹本裕     | 1945年（昭和20年）4月11日  | 1945年（昭和20年）5月20日  |                           |
| 20            | 藤森勇蔵   | 1945年（昭和20年）6月11日  | 1946年（昭和21年）12月5日  |                           |
| 21            | 太池貞治   | 1947年（昭和22年）4月5日   | 1951年（昭和26年）4月4日   |                           |
| 22            | 太池貞治   | 1951年（昭和26年）4月23日  | 1954年（昭和29年）5月31日  |                           |
| 参考文献 - ・ |            |                            |                            |                           |

## 教育
- 新見町立思誠小学校（現・新見市立思誠小学校）
- 新見中学校（現・新見市立新見第一中学校）

## 交通
- 伯備線・姫新線：新見駅（所在地は上市町）
- 新見往来（現在の国道180号）

## 出身者
- 内藤正剛（衆議院議員、1883年 - 1959年）
- 小谷節夫（政治家、1885年 - 1959年）
- 加藤元一（生理学者・医学博士、1890年 - 1979年）